# زكريا بن أبي زائدة
أبو يحيى زكريا بن أبي زائدة الهمداني، الكوفي، قاضي الكوفة، من أئمة الحديث، يعد في صغار التابعين بالإدراك، توفي في سنة تسع وأربعين ومائة.

## روايته للحديث النبوي
- حدث عن: الشعبي، ومصعب بن شيبة، وخالد بن سلمة، وسعيد بن أبي بردة، وعبد الملك بن عمير وجماعة.
- روى عنه: ولده الحافظ يحيى، وشعبة، والثوري، وابن المبارك، والقطان، ووكيع، وأبو نعيم وعبيد الله.

## أقوال العلماء عنه
- مرتبته عند علماء الجرح والتعديل:

- قال أبو بكر الإسماعيلي: كان يدلس.
- قال أبو بكر البزار: ثقة.
- قال أبو حاتم الرازي: لين الحديث، وأبو إسرائيل أحب إلي منه، كان يدلس.
- أبو دواد السجستاني: ثقة، ولكنه يدلس.
- قال أبو زرعة الرازي: صويلح يدلس كثيرا عن الشعبي.
- قال أحمد بن حنبل: ثقة حلو الحديث، ومرة: لا بأس به، مرة: حديثه عن أبي إسحاق لين، هو أحب إلي من إسرائيل.
- قال أحمد بن شعيب النسائي: ثقة.
- قال أحمد بن صالح الجيلي: ثقة إلا أن سماعه من أبي إسحاق بأخرة بعدما كبر أبو إسحاق.
- قال أحمد بن هارون البرديجي: ليس به بأس.
- قال ابن حجر العسقلاني: ثقة، وكان يدلس، وسماعه من أبي إسحاق بأخرة، ومرة: احتج به الجماعة.
- قال الذهبي: ثقة، كان يدلس عن شيخه الشعبي.
- قال علي بن المديني: ما كان ثمة بالكوفة مثل ابن أبي زائدة، وابن إدريس ومحمد بن عبيد في السنة.
- قال محمد بن سعد كاتب الواقدي: ثقة كثير الحديث.
- مصنفوا تحرير تقريب التهذيب: ثقة، حديثه ضعيف في حالتين: إذا روى عن الشعبي بالعنعنة، روايته عن أبي إسحاق السبيعي، لأنه سمع منه بعدما تغير.
- يحيى بن سعيد القطان: ليس به بأس.
- قال يحيى بن معين: صالح.
- قال يعقوب بن سفيان الفسوي: ثقة.